# شهرستان منگجین
شهرستان منگجین (به لاتین: Mengjin County) یک منطقهٔ مسکونی در چین است که در لوئویانگ واقع شده‌است.